# Alfred J. Genovese
Alfred J. Genovese (anglès: Alfred Genovese)  (Newton, 25 d'abril de 1931 - Filadèlfia, 11 de març de 2011) va ser oboè principal tant de l'Orquestra Simfònica de Boston com de la Metropolitan Opera Orquestra.

## Biografia
Va començar el seu estudi de l'oboè als 16 anys amb John Minsker, aleshores cornista anglès de l'Orquestra de Filadèlfia, i va continuar amb l'oboè de renom mundial Marcel Tabuteau al Curtis Institute of Music de Filadèlfia. El 1953 es va unir a l'Orquestra Simfònica de Baltimore. Va ser oboè principal de l'Orquestra Simfònica de St. Louis de 1956 a 1959, i després va tocar durant una temporada a l'Orquestra de Cleveland amb George Szell mentre l'oboista Marc Lifschey tocava a la Metropolitan Opera Orchestra.
Genovese va exercir com a oboè principal de la Metropolitan Opera Orchestra de 1960 a 1977. Després es va unir a l'Orquestra Simfònica de Boston com a oboè principal associat, de 1977 a 1987, i després com a oboè principal des de 1987 fins a la seva jubilació el 1998.
Genovese va actuar al Festival de Marlboro amb Rudolf Serkin, i també va tocar al Festival Casals de Puerto Rico durant molts anys a partir de mitjans dels anys cinquanta. Va ensenyar al Conservatori de Nova Anglaterra i a la Universitat de Boston.
Genovese va morir a Filadèlfia, després d'una sèrie debilitant d'infeccions pulmonars i complicacions de dos atacs cardíacs.